# Kawtar Ait Omar
Kawtar Ait Omar (en arabe : كوثر ايت عمر), née le 19 février 2004 à Heerlen aux Pays-Bas, est une footballeuse internationale marocaine jouant au poste de milieu de terrain au KRC Genk.

## Biographie

### Naissance et débuts footballistiques (2004-2020)
Kawtar Ait Omar naît le 19 février 2004 et grandit à Heerlen aux Pays-Bas et étudie à la Trevianum College. Elle naît d'un père qui a également pratiqué le football au niveau amateur, notamment à Huls et Kakertse Boys aux Pays-Bas. Elle commence le football à l'âge de sept ans dans le club amateur Bekkerveld, dans lequel son père Brahim Ait Omar est l'entraîneur principal.
Elle passe ensuite par le Sporting Heerlen, avant de retourner à Bekkerveld, là où son entraîneur Hans Schrijnemakers l'utilise en tant que latéral droite. Elle s'engage ensuite à l'Alemmania Aachen, club situé à Aix-la-Chapelle à quelques kilomètres de son domicile familial et y dispute deux saisons.

### Formation au VV Alkmaar (2020-2022)
Le 13 août 2020, elle s'engage librement au VV Alkmaar, club évoluant en Eredivisie.
Le 7 septembre 2020, elle dispute son premier match professionnel face au SBV Excelsior, inscrit un but et délivre une passe décisive (match nul, 3-3). Cependant, elle dispute la majorité de ses matchs avec l'équipe réserve.

### Fortuna Sittard (2022-2024)
Le 27 octobre 2022, elle s'engage librement au Fortuna Sittard, club évoluant en Eredisie. Cependant, elle dispute ses matchs avec l'équipe réserve du club.
Après plusieurs matchs sur le banc sans jouer, elle fait ses débuts avec l'équipe première le 17 mars 2024 contre Utrecht en entrant en jeu en fin de partie (victoire, 4-0) dans le cadre des quarts de finale de la Coupe des Pays-Bas. Le Fortuna élimine ensuite l'Excelsior Rotterdam en demi-finale (5-0), mais échoue en finale devant l'Ajax Amsterdam (3-1). Bien que dans le groupe et sur le banc des remplaçantes, Kawtar ne fait d'apparitions ni en demi-finales, ni en finale.
Convoquée à 18 reprises, son entraîneur Roger Reijners ne lui accorde pas la moindre minute de jeu en championnat. Ce qui contraint Kawtar Aït Omar à ne pas prolonger avec le club.

### Expérience en Belgique au KRC Genk (depuis 2024)
Après deux saisons compliquées du côté du Fortuna Sittard, Kawtar Aït Omar décide de partir en Belgique en s'engageant avec le KRC Genk. Le club annonce sa signature le 12 juillet 2024.
Alors qu'elle revient de Colombie où elle a joué la Coupe du monde avec la sélection marocaine des moins de 20 ans, elle dispute son premier match officiel sous les couleurs de Genk le 14 septembre 2024 en entrant en jeu contre Louvain et connait donc sa première apparition en Super League. Elle est titularisée pour la première par Guido Brepoels la journée suivante le 28 septembre 2024 contre Anderlecht.
Elle inscrit son premier but avec Genk le 6 décembre 2024 en transformant un pénalty face au White Star Woluwe dans le cadre des quarts de finale de la Coupe de Belgique (victoire 4-0).

### Carrière internationale
Possédant la double nationalité néerlandaise et marocaine, elle peut prétendre à l'une des sélections entre les Pays-Bas et le Maroc.
Lorsqu'elle a onze ans, elle participe à un mini-tournoi appelé JPN-jeugdplan Nederland, sélectionnant les meilleures joueuses pour prétendre à une sélection avec l'équipe des Pays-Bas. Elle apparaît une fois seulement, dans la liste définitive des 22 joueuses avec les Pays-Bas -15 ans, sans pour autant faire d'entrée en jeu.

#### Équipe du Maroc -20 ans
Le 8 mars 2020, elle dispute sa première sélection avec l'équipe du Maroc -20 ans face au Gabon -20 ans (victoire, 7-1). Lors de ce match, elle est également impliquée au score avec un but sur penalty à la 89e minute.
Kawtar Ait Omar est sélectionnée par Anthony Rimasson pour participer au Tournoi de l'UNAF des -20 ans en mars 2023. Tournoi que le Maroc remporte en faisant match nul contre l'Algérie (1-1) et en signant deux succès face à la Tunisie et l'Égypte (1-0).
Anthony Rimasson fait de nouveau appel à ses services pour une double confrontation en mai 2023 contre le Sénégal à Thiès. Le Maroc s'incline lors des deux matchs (2-0 puis 2-1). Elle dispute la première rencontre en tant que titulaire et la deuxième en entrant en jeu à la 68e minute à la place de Lina Bouziani.

#### Équipe du Maroc
Elle honore sa première sélection avec l'équipe A du Maroc le 17 février 2023, à l'occasion d'un match amical contre l'équipe de Slovaquie, sous la houlette de l'entraîneur Reynald Pedros (victoire 3-0) en entrant en jeu à la 76e minute à la place d'Élodie Nakkach. Elle participe au second match contre la Bosnie-Herzégovine et dispute l'intégralité de la 2e mi-temps.
Elle est sélectionnée en avril 2023 pour prendre part à deux matchs amicaux internationaux contre la Tchéquie et la Roumanie respectivement le 6 avril 2023 à Prague et le 11 avril 2023 à Bucarest. Bien que dans le groupe, Pedros ne lui donne pas de temps de jeu lors de ce stage.

## Statistiques

### En club
| Saison                | Club                  | Championnat           | Championnat | Championnat | Coupe(s) nationale(s) | Coupe(s) nationale(s) | Total | Total |
| Saison                | Club                  | Division              | M.          | B.          | M.                    | B.                    | M.    | B.    |
| 2023-2024             | Fortuna Sittard       | Eredivisie            | 0           | 0           | 1                     | 0                     | 1     | 0     |
| Sous-total            | Sous-total            | Sous-total            | 0           | 0           | 1                     | 0                     | 1     | 0     |
| 2024-2025             | KRC Genk              | Super League          | 21          | 0           | 2                     | 1                     | 23    | 1     |
| Total sur la carrière | Total sur la carrière | Total sur la carrière | 21          | 0           | 3                     | 1                     | 24    | 1     |

#### Statistiques par compétition
| Compétition       | Matchs | Titu. | Buts | Passes | Cartons | Cartons |
| Compétition       | Matchs | Titu. | Buts | Jau.   | Rou     |         |
| ----------------- | ------ | ----- | ---- | ------ | ------- | ------- |
| Super League      | 21     | 17    | 0    | 1      | 1       | 0       |
| Coupe de Belgique | 2      | 2     | 1    | 0      | 0       | 0       |
| Total             | 23     | 19    | 1    | 1      | 1       | 0       |

### En sélection
Le tableau suivant listent les rencontres de l'équipe du Maroc auxquelles Kawtar Ait Omar a pris part :

#### Statistiques par année
| Sélection | Année | Matchs | Buts | Passes |
| --------- | ----- | ------ | ---- | ------ |
| Maroc     | 2023  | 2      | 0    | 0      |
| Total     | Total | 2      | 0    | 0      |

#### Statistiques par compétition
| Compétition    | Matchs | Titu. | Buts | Passes | Cartons | Cartons |
| Compétition    | Matchs | Titu. | Buts | Passes | Jau.    | Rou.    |
| -------------- | ------ | ----- | ---- | ------ | ------- | ------- |
| Matchs amicaux | 2      | 0     | 0    | 0      | 1       | 0       |
| Total          | 2      | 0     | 0    | 0      | 1       | 0       |

## Palmarès
Fortuna Sittard
- Coupe des Pays-Bas
  - Finaliste : 2023-24

### Ouvrages
Cette bibliographie est indicative.
 : document utilisé comme source pour la rédaction de cet article.
- (nl) Thomas Rijsman et Nordin Ghouddani, Marokkaanse trots, Atlas Contact, 2020, 256 p. (ISBN 978-90-450-4067-7)